# Фрамтан
Фрамтан — король свевов в Галисии (теперь западная Испания и северная Португалия) в 457 году.
Фрамтан был избран королём частью свевского народа в противовес королю Мальдре. Какими были взаимоотношения между двумя королями — мирными или они противостояли друг другу — неизвестно. Пробыв королём несколько месяцев, Фрамтан умер. Однакоподвластные ему свевы не объединились с Мальдрой, а избрали себе нового короля — Рехимунда.